# Saint-Chamarand
Saint-Chamarand (okzitanisch Sench Amarand) ist eine französische Gemeinde mit 186 Einwohnern (Stand 1. Januar 2022) im Département Lot in der Region Okzitanien. Sie gehört zum Arrondissement Gourdon und zum Kanton Causse et Bouriane. Die Bewohner nennen sich Saint-Chamarandais. 
Nachbargemeinden sind Saint-Cirq-Souillaguet im Norden, Soucirac im Nordosten, Cœur de Causse im Osten, Frayssinet im Südosten, Saint-Germain-du-Bel-Air im Süden, Concorès im Südwesten und Saint-Clair im Westen.

## Bevölkerungsentwicklung
| Jahr      | 1962 | 1968 | 1975 | 1982 | 1990 | 1999 | 2007 | 2018 |
| --------- | ---- | ---- | ---- | ---- | ---- | ---- | ---- | ---- |
| Einwohner | 247  | 205  | 159  | 168  | 162  | 169  | 199  | 178  |